# Gerhard Grenzing
Gerhard Grenzing   (Txerniakhovsk, 21 d'agost de 1942) és un orguener alemany establert a Catalunya.

## Biografia
Va nàixer el 1942 a Insterburg, localitat ubicada en aquell temps a l'antiga Prússia Oriental alemanya, des de 1945 annexada per Rússia i rebatejada com a Txerniakhovsk. Va fer l'aprenentatge com a constructor d'orgues a l'obrador-escola de Rudolf von Beckerath a Hamburg. Va conèixer la cultura catalana de la mà de l'orguener Gabriel Blancafort i París, de Collbató. Va donar les primeres passes com a orguener independent a Mallorca, on va establir un primer obrador l'any 1969 i va restaurar-ne diversos orgues històrics de l'illa durant tres anys. El 1972 es trasllada a Catalunya i s'estableix al Papiol (Baix Llobregat), on va establir definitivament el seu taller. Des de llavors, i durant més de cinquanta anys, ha construït o restaurat orgues d'arreu d'Europa (Alemanya, Bèlgica, França, Espanya, Itàlia, Portugal, Suïssa) i de la resta del món (Corea del Sud, Estats Units, Japó, etc.). El 2016 duia més de 220 intervencions arreu del món, entre orgues nous i reconstruïts.
Grenzing és membre de nombroses entitats del món orguener, musical i artístic en general com la Reial Acadèmia Catalana de Belles Arts de Sant Jordi, de la Reial Acadèmia de Ciències i Arts de Barcelona, de la Societat Catalana de Musicologia i de la Reial Acadèmia de Belles Arts de Santa Isabel d'Hongria (Sevilla), entre d'altres. A més, entre 2006 i 2010 va ser president de la Societat Internacional d'Orgueners.

## Honors i distincions
- Trofeu Europeu de l'Excel·lència per la Biennale Européene de l’Artisanat, de Lió (2014)
- Medalla de Plata al mèrit de les Belles Arts de Música del Ministeri de Cultura d'Espanya[1][9]
- Creu de Sant Jordi, atorgada per la Generalitat de Catalunya (2020)[10]
- Premi Nacional d'Artesania, atorgat per la Generalitat de Catalunya (2020)[11]
- Premi Jaume II, atorgat pel Consell de Mallorca (2024)[12]